# St. Wendelin (Hagenried)

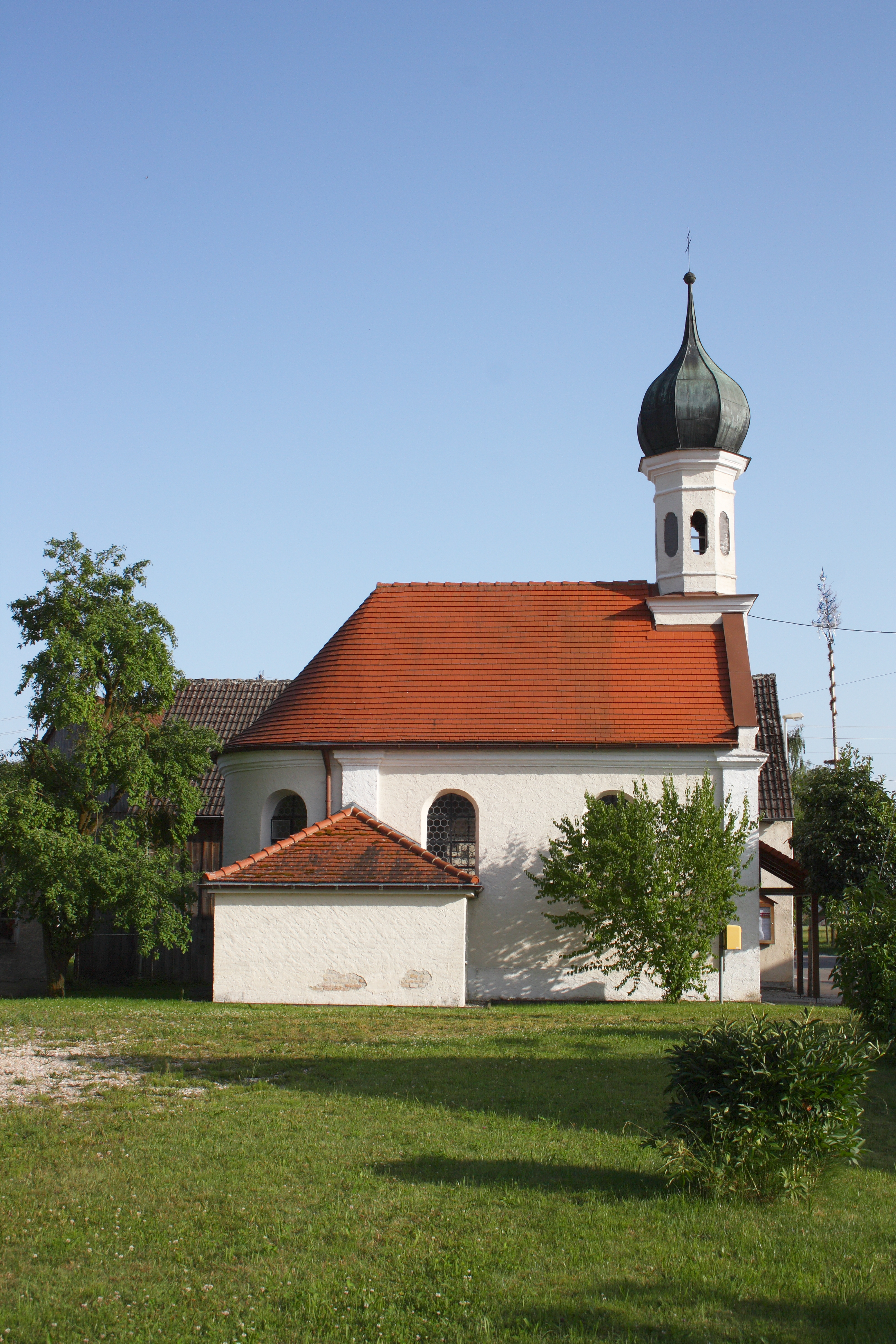
St. Wendelin in Hagenried

Die römisch-katholische Kapelle St. Wendelin, ursprünglich den Heiligen Drei Königen gewidmet, steht in Hagenried, einem Gemeindeteil von Münsterhausen im Landkreis Günzburg in Bayern. Das Bauwerk ist in der Liste der Baudenkmäler in Münsterhausen als Baudenkmal unter der Nr. D-7-74-160-13 eingetragen.

## Beschreibung
Die 1728/32 erbaute Saalkirche besteht aus einem Langhaus mit Pilastern an den Ecken, das im Osten mit einem halbrunden Chor geschlossen ist. In der Fassade im Westen, in der sich das Portal befindet, erhebt sich ein quadratischer Dachturm, dessen achteckiges Geschoss oberhalb des Dachfirstes des Langhauses mit einer Zwiebelhaube bedeckt ist. 1922 wurde an die Südwand des Langhauses die Sakristei angebaut. Im Innenraum des Chors befindet sich eine Darstellung der Anbetung der Könige vom Anfang des 16. Jahrhunderts.